# Forum Köpenick
Das Forum Köpenick ist ein Einkaufszentrum in Berlin-Köpenick in der Bahnhofstraße. Es wird seit seiner Einweihung 1997 von der Fundus Einzelhandelskompetenz betrieben. Das Center besteht aus Fachmärkten, Fachgeschäften und Gastronomie.

## Geschichte
Das Center besteht aus zwei nebeneinanderstehenden mittels einer überdachten Passage verbundenen Gebäuden. Es hat eine Gesamtfläche von ca. 40.600 m², wurde am 23. Oktober 1997 eröffnet und beherbergt nahezu 100 Geschäfte auf drei Etagen. Außerdem hat es Panorama-Fahrstühle und ein großes Food-Court. Den Besuchern stehen im Parkhaus 1.250 Parkplätze zur Verfügung. Der Zugang zu den als Innengänge (Mall) ausgeführten Einkaufsmöglichkeiten ist barrierefrei.
Im Jahr 2011 wurden die Planungen für ein weiteres Einkaufszentrum abgeschlossen, das auf dem Areal Elcknerplatz 2/8, Bahnhofstraße 23, 25 und Borgmannstraße 12, schräg gegenüber dem Forum, 2012 entstand. Die B&L Gruppe bietet ca. 13.000 m² Fläche für den Einzelhandel an. Ankermieter ist der Saturn-Markt mit über 4000 m² Geschäftsfläche. Es stehen mehr als 320 Parkplätze zur Verfügung.

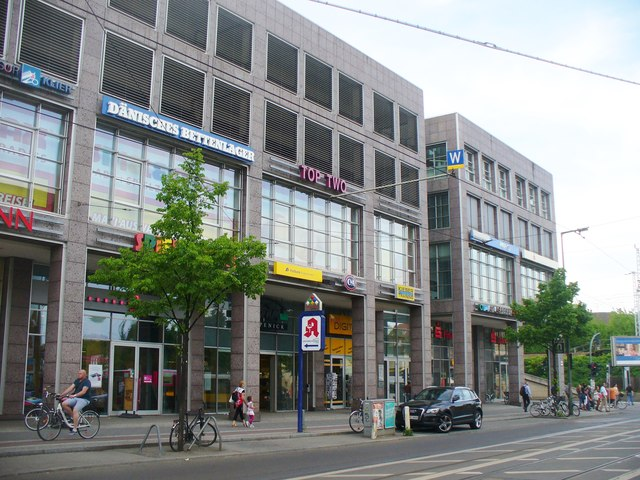
Forum Köpenick
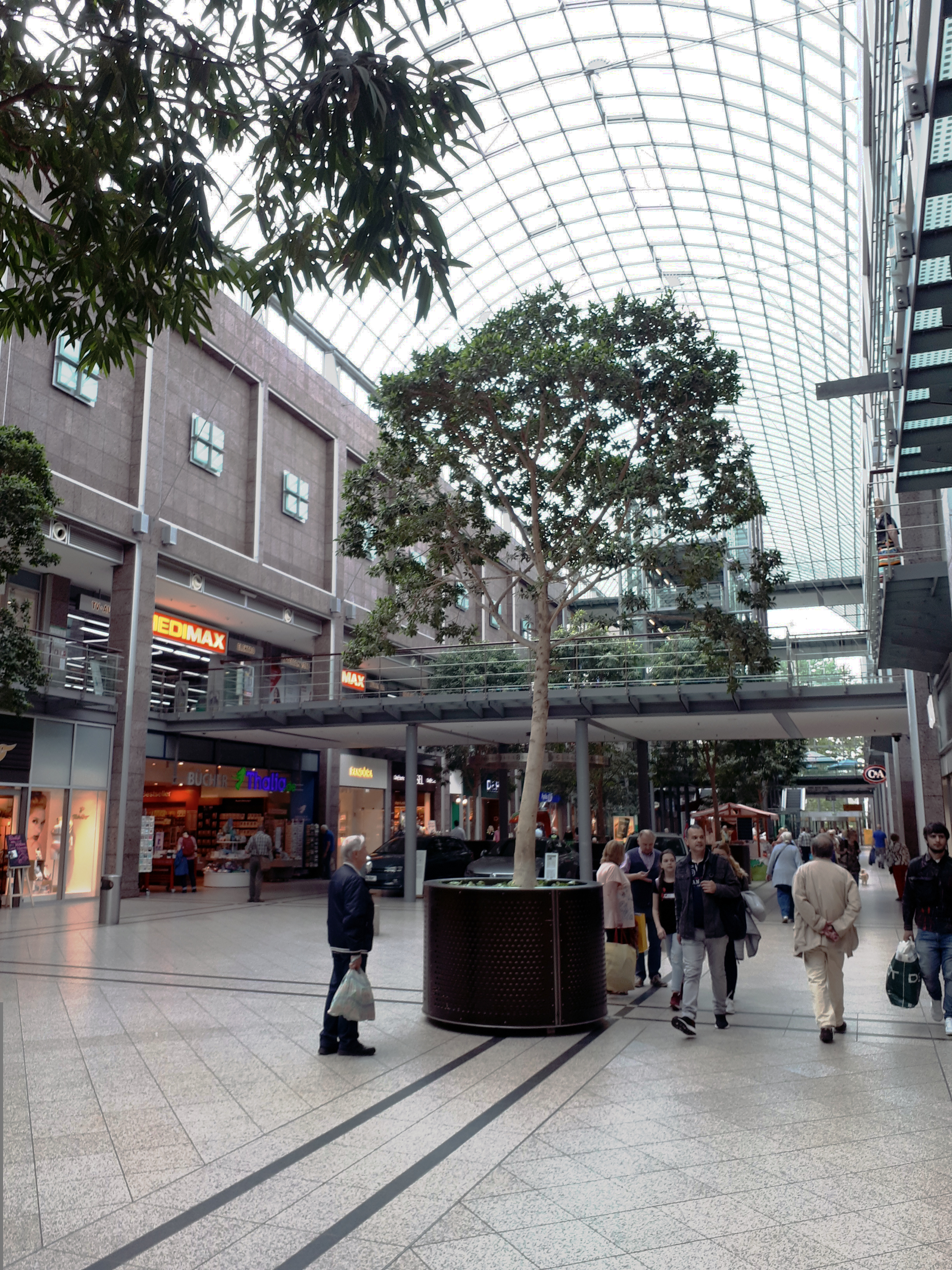
Forum Köpenick 2019
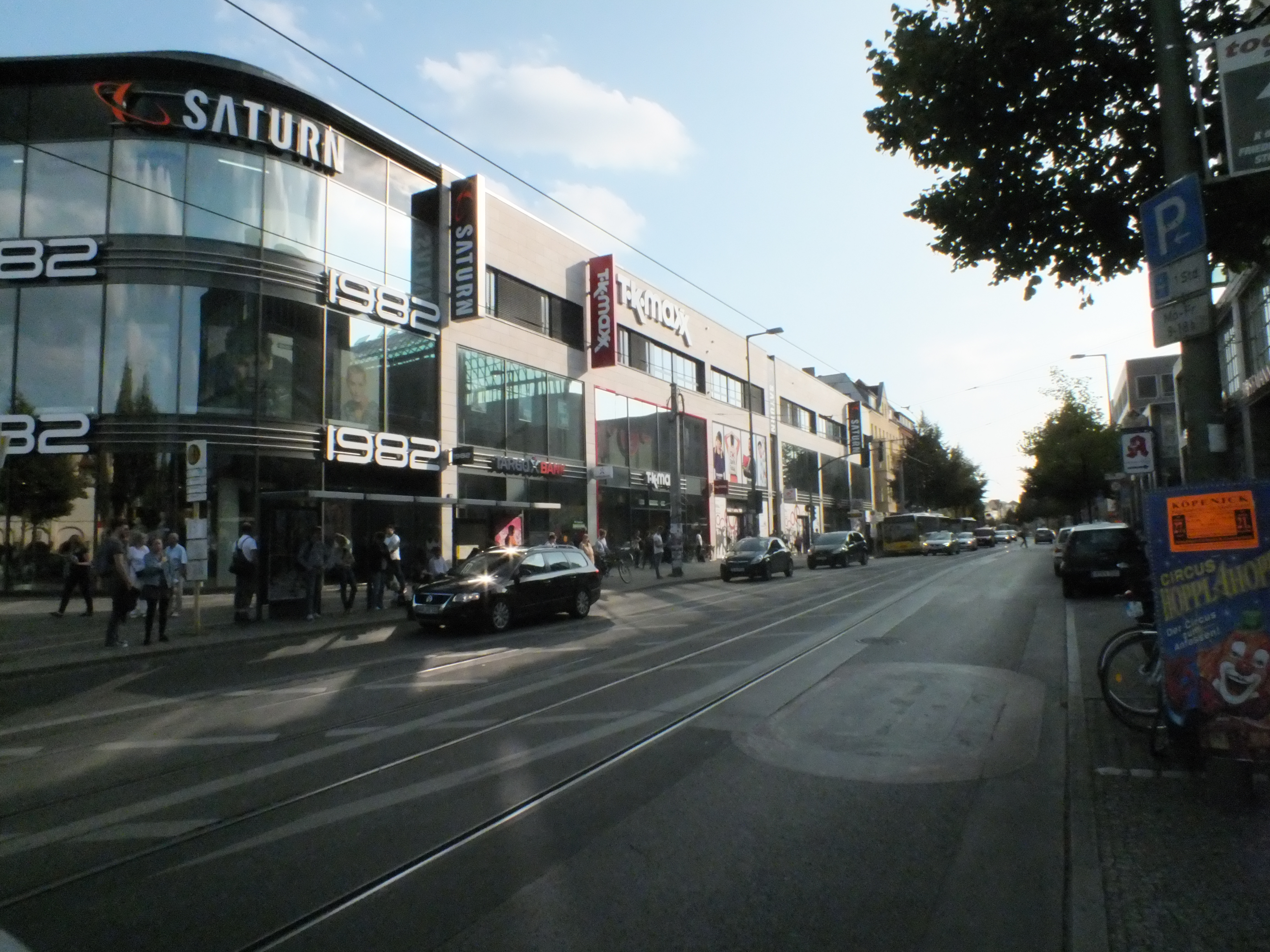
Geschäftshaus Bahnhofstraße Köpenick